# Neuer Unionsvertrag

Unionsrepubliken, die den Vertrag unterzeichnen wollten (rot), die den Vertrag unterzeichnen wollten, aber nach dem Augustputsch für Unabhängigkeit plädierten (orange), sowie die, die Unabhängigkeit suchten (schwarz).

Der Neue Unionsvertrag (russisch Новый союзный договор Nowy sojusny dogowor) ist ein Vertragsentwurf, der den Vertrag über die Gründung der UdSSR von 1922 ersetzen sollte, um die Sowjetunion zu retten und zu reformieren. Einen Tag vor Unterzeichnung des Vertrags kam es am 19. August 1991 zum Augustputsch, in dessen Folge der Vertrag nicht zur Unterzeichnung kam und die Sowjetunion zerfiel. Die Vorbereitung dieses Vertrags wurde als Nowoogarjowski-Prozess (russisch Новоогарёвский процесс) bezeichnet, benannt nach Nowo-Ogarjowo, dem Anwesen der Staatsführung bei Moskau, in dem das Dokument bearbeitet wurde und in dem der Präsident der UdSSR und Generalsekretär der KPdSU Michail Gorbatschow mit den Führern der Republiken sprach.
Aus der Idee des Staatenbundes entstand später die Gemeinschaft Unabhängiger Staaten.

## Geschichte
Der neue Vertrag sollte den Vertrag zur Gründung der Sowjetunion von 1922  und die Sowjetunion selbst durch eine neue, supranationale Entität ersetzen. Gorbatschows Hauptanliegen war es, den Zerfall der Sowjetunion aufzuhalten und diese grundlegend zu reformieren. Die Vorbereitungen zur Bildung des neuen Staatenbundes wurden, vor allem in den Nachfolgestaaten der Sowjetunion, in Anlehnung an die Residenz des sowjetischen Präsidenten als Nowo-Ogarjowo-Prozess bekannt, da in dieser die Hauptverhandlungen zwischen den Regierungschefs der Unionsrepubliken und Gorbatschow stattfanden.
Der erste Vorschlag zur Bildung einer dezentralisierten, föderalen Sowjetunion wurde von Gorbatschow im Juli 1990 beim 28. Kongress der KPdSU vorgestellt. Der Entwurf ging dem Obersten Sowjet am 23. November 1990 zu, der daraufhin einen Ausschuss zur Überarbeitung des Textes bildet. Dieser nahm seine Arbeit am 1. Januar 1991 auf. Bereits zu diesem Zeitpunkt war abzusehen, dass die Sowjetunion nicht in ihrer Gesamtheit würde erhalten bleiben können. Da die Armenische SSR, die Estnische SSR, die Georgische SSR, die Lettische SSR, die Litauische SSR und die Moldauische SSR in die Unabhängigkeit strebten, verweigerten ihre Vertreter die Mitarbeit am Text.
Der Oberste Sowjet genehmigte den Text schließlich am 6. März, der daraufhin an die Sowjets der Unionsrepubliken zur Ratifizierung weitergeleitet wurde.

### Referendum

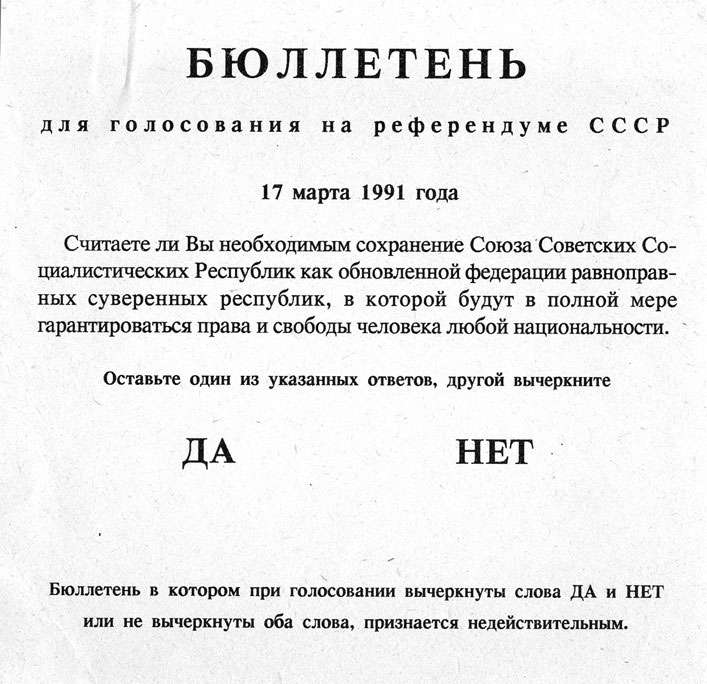
Stimmzettel des Referendums vom 17. März 1991

Am 17. März 1991 wurde das Referendum zum Unionsvertrag abgehalten. Dies war das erste und einzige Referendum in der Geschichte der Sowjetunion. Zur Abstimmung stand die Frage:

„Halten Sie den Erhalt der Union der Sozialistischen Sowjetrepubliken als erneuerte Föderation gleichberechtigter souveräner Republiken, in der die Rechte und Freiheiten des Menschen jeglicher Nationalität in vollem Umfang garantiert werden, für notwendig?“

Das Referendum sollte auf Beschluss des Obersten Sowjet gleichzeitig in allen Unionsrepubliken stattfinden, wurde aber von den sechs Republiken, die den Unionsvertrag zuvor bereits abgelehnt hatten, boykottiert. Die baltischen Republiken und Georgien hatten schon zuvor ihre Unabhängigkeit proklamiert und eigene Referenden abgehalten oder angekündigt.
Die neun beteiligten Unionsrepubliken stellten ca. 92,7 % der Einwohner und 98,6 % der Fläche der Sowjetunion dar.
In den neun beteiligten Unionsrepubliken stimmten die Bürger bei hoher Wahlbeteiligung mit großer Mehrheit für den Fortbestand der Sowjetunion als Föderation gleichberechtigter souveräner Republiken. In jeder der neun Republiken wurde die absolute Mehrheit der stimmberechtigten Gesamtbevölkerung erreicht. Besonders hoch war die Zustimmung in den zentralasiatischen Republiken. In Kirgisien, Tadschikistan, Turkmenien und Usbekistan lagen Wahlbeteiligung und Zustimmung über 90 %.
| Republik                 | Ja ·        | Ja · | Nein ·     | Nein · | Ungültig  | Ungültig | Abgegebene Stimmen | Registrierte Wähler | Wahl- beteil. |
| Republik                 | Stimmen     | %    | Stimmen    | %      | Stimmen   | %        | Abgegebene Stimmen | Registrierte Wähler | Wahl- beteil. |
| ------------------------ | ----------- | ---- | ---------- | ------ | --------- | -------- | ------------------ | ------------------- | ------------- |
| Aserbaidschanische SSR   | 2.709.246   | 93,3 | 169.225    | 5,8    | 25.326    | 0,9      | 2.903.797          | 3.866.659           | 75,1          |
| Kasachische SSR          | 8.295.519   | 94,1 | 436.560    | 5,0    | 84.464    | 1,0      | 8.816.543          | 9.999.433           | 88,2          |
| Kirgisische SSR          | 2.057.971   | 94,6 | 86.245     | 4,0    | 30.377    | 1,4      | 2.174.593          | 2.341.646           | 92,9          |
| Russische SFSR           | 56.860.783  | 71,3 | 21.030.753 | 26,4   | 1.809.633 | 2,3      | 79.701.169         | 105.643.364         | 75,4          |
| Tadschikische SSR        | 2.315.755   | 96,2 | 75.300     | 3,1    | 16.497    | 0,7      | 2.407.552          | 2.549.096           | 94,4          |
| Turkmenische SSR         | 1.766.584   | 97,9 | 31.203     | 1,7    | 6.351     | 0,4      | 1.804.138          | 1.847.310           | 97,7          |
| Ukrainische SSR          | 22.110.899  | 70,2 | 8.820.089  | 28,0   | 583.256   | 1,9      | 31.514.244         | 37.732.178          | 83,5          |
| Usbekische SSR           | 9.196.848   | 93,7 | 511.373    | 5,2    | 108.112   | 1,1      | 9.816.333          | 10.287.938          | 95,4          |
| Weißrussische SSR        | 5.069.313   | 82,7 | 986.079    | 16,1   | 71.591    | 1,2      | 6.126.983          | 7.354.796           | 83,3          |
| Militärstützpunkte u. ä. | 1.107.980   | 89,8 | 113.283    | 9,2    | 12.595    | 1,0      | 1.233.858          | 1.261.721           | 97,8          |
| gesamt                   | 111.490.898 | 76,0 | 32.260.110 | 22,1   | 2.748.202 | 1,9      | 146.499.210        | 182.884.141         | 80,0          |

In den sechs nicht beteiligten Unionsrepubliken verweigerten die lokalen Regierungen die Durchführung des Referendums. In diesen Republiken wurden zahlreiche provisorische Wahlkommissionen von sowjetischen Institutionen und einigen örtlichen Sowjets gebildet, insbesondere in Einrichtungen der KPdSU und des Militärs. Dadurch hatten auch Bürger dieser Republiken die Möglichkeit, am Referendum teilzunehmen.
Die Ergebnisse dieser provisorischen Abstimmungen wurden in die offizielle Ergebnisse des Referendums der UdSSR aufgenommen, obwohl diese Daten keinesfalls als repräsentativ gelten können. Um am Referendum teilnehmen zu können, mussten sich Interessierte in den nicht beteiligten Republiken zunächst in eigens erstellte Wahlregister eintragen lassen, was nur ein Bruchteil der Bevölkerung getan hat. Trotzdem wurde in den offiziellen Ergebnissen die Wahlbeteiligung nur auf Grundlage dieser Wahlregister bestimmt. So wurde z. B. für die Armenische SSR eine Wahlbeteiligung von 72,1 % ausgewiesen, obwohl von 3,3 Mio. Einwohnern lediglich 3.549 gewählt haben, was effektiv einer Wahlbeteiligung von ca. 0,15 % entspricht.
In Litauen haben laut amtlichem Endergebnis 98,9 % der Wähler für den Unionsvertrag gestimmt, basierend auf 496.050 Ja-Stimmen. Kurz zuvor, am 9. Februar 1991, hatten jedoch mehr als 2 Mio. Menschen in Litauen für die Unabhängigkeit von der Sowjetunion gestimmt. Ähnliches gilt für Estland und Lettland . In Georgien wurde das Referendum nur auf dem Teilgebiet der (bis heute umstrittenen) Autonomen Republik Abchasien  staatlich kontrolliert, während im größten Teil Georgiens nur vereinzelt provisorische Abstimmungen stattfanden.
| Republik         | Ja ·      | Ja · | Nein ·  | Nein · | Abgegebene Stimmen | Registrierte Wähler | Wahl- beteil. | Einwohner  | Wähler- anteil |
| Republik         | Stimmen   | %    | Stimmen | %      | Abgegebene Stimmen | Registrierte Wähler | Wahl- beteil. | Einwohner  | Wähler- anteil |
| ---------------- | --------- | ---- | ------- | ------ | ------------------ | ------------------- | ------------- | ---------- | -------------- |
| Armenische SSR   | 2.541     | 71,6 | 966     | 27,2   | 3.549              | 4.923               | 72,1          | 3.287.700  | 0,1            |
| Estnische SSR    | 211.090   | 95,0 | 10.040  | 4,5    | 222.240            | 299.681             | 74,2          | 1.565.662  | 19,1           |
| Georgische SSR   | 43.950    | 99,9 | 9       | 0,0    | 44.012             | 45.696              | 96,3          | 4.337.600  | 8,4            |
| Abchasische ASSR | 164.231   | 98,6 | 1.566   | 0,9    | 166.544            | 318.317             | 52,3          | 4.337.600  | 8,4            |
| Lettische SSR    | 415.147   | 95,1 | 18.015  | 4,1    | 436.783            | 670.828             | 65,1          | 2.666.567  | 25,2           |
| Litauische SSR   | 496.050   | 98,9 | 4.355   | 0,9    | 501.375            | 582.262             | 86,1          | 3.689.779  | 15,8           |
| Moldauische SSR  | 688.905   | 98,3 | 8.916   | 1,3    | 700.893            | 841.507             | 83,3          | 4.337.600  | 19,4           |
| gesamt           | 2.021.914 | 94,6 | 43.867  | 4,7    | 2.075.396          | 2.763.214           | 82,2          | 19.884.908 | 13,9           |

Insgesamt stimmten 113,5 Mio. Sowjetbürger für den Unionsvertrag. Dies waren 76 % der abgegebenen Stimmen und die absolute Mehrheit der stimmberechtigten Gesamtbevölkerung der Sowjetunion.

### Weiterer Verlauf
Am 23. April wurde schließlich die Gemeinsame Erklärung über den Fortbestand der Sowjetunion (9+1-Abkommen) zwischen den neun Unionsrepubliken und der Sowjetischen Zentralregierung in Nowo-Ogarjowo unterzeichnet. Darin wurde vereinbart, dass die Sowjetunion in einen Staatenbund von unabhängigen Staaten mit einem gemeinsamen Präsidenten, gemeinsamer Außenpolitik und gemeinsamen Streitkräften umformiert werden sollte.
Bis August hatten acht der neun Republiken den Vertrag ratifiziert. Die Ukraine stimmte den Bedingungen des Vertrages nicht oder nur unter den Bedingungen ihrer Unabhängigkeitserklärung zu, was auch im Referendum vom 17. März zum Ausdruck gekommen war.

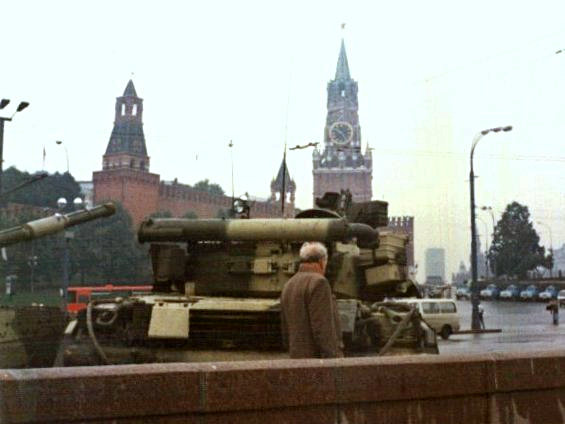
Panzer auf dem Roten Platz während des Augustputsches

Obwohl die Intention des Vertrages darin bestand, die Union zu erhalten und zu stärken, befürchteten zahlreiche Hardliner im sowjetischen Staatsapparat, dass dieser Vertrag den Unionsrepubliken zu viel Souveränität gewähren und dadurch die Sowjetunion weiter schwächen würde. In Gorbatschows Perestroika-Politik und in den Unabhängigkeitsbestrebungen einiger kleinerer Republiken sahen sie zunehmend eine Bedrohung für die Existenz der UdSSR.
Am 19. August 1991, einen Tag vor der geplanten feierlichen Unterzeichnung des Unionsvertrages in Moskau, versuchte eine Gruppe hochrangiger Funktionäre unter Führung des sowjetischen Vizepräsidenten Gennadi Janajew, mit dem Augustputsch die Regierungsgewalt zu erlangen und den Abschluss des Unionsvertrages zu verhindern. Der Putsch scheiterte innerhalb weniger Tage, führte aber zum sofortigen Zusammenbruch der Regierung und schließlich zum endgültigen Zerfall der Sowjetunion.
Am 24. August trat Gorbatschow als Generalsekretär der KPdSU zurück. Sein Vizepräsident Janajew, Verteidigungsminister Jasow, Premierminister Pawlow und der Chef des KGB, Wladimir Krjutschkow wurden verhaftet und wegen Hochverrats angeklagt. Innenminister Pugo entzog sich der Verhaftung durch Suizid. Am 6. November wurde die KPdSU verboten.
Der Unionsvertrag wurde, trotz der klaren Willensbekundung des Volkes und der Ratifizierung durch acht Parlamente, nie unterzeichnet. Am 21. Dezember 1991 wurde die Sowjetunion offiziell aufgelöst.

## Bezeichnung
Im ersten Entwurf für den Vertrag wurde für den Staatenbund der Name Union der Sowjetischen Souveränen Republiken (russisch Союз Советских Суверенных Республик Sojus Sowjetskich Suwerennych Respublik) vorgeschlagen, womit die Kurzbezeichnung Sowjetunion und die Kürzung UdSSR bzw. СССР erhalten geblieben wäre.
Bis November 1991 wurde deutlich, dass das Fortbestehen eines wie auch immer gearteten kommunistischen Staates unrealistisch war. So wurde der neue Name Union Souveräner Staaten (russisch Сою́з Сувере́нных Госуда́рств (ССГ)) kreiert. Später wurde dann daraus die Gemeinschaft Unabhängiger Staaten – GUS (Содружество Независимых Государств (СНГ) / Sodruschestwo Nesawissimych Gossudarstw (SNG)).

## Teilnehmerstaaten
| Karte | Flagge | Name der Unionsrepublik                                            | Heutige Flagge | Heutiger Staat                                                       |
| ----- | ------ | ------------------------------------------------------------------ | -------------- | -------------------------------------------------------------------- |
|       |        | Aserbaidschanische Sozialistische Sowjetrepublik Азәрбајҹан ССР    |                | Republik Aserbaidschan Azərbaycan Respublikası                       |
|       |        | Kasachische Sozialistische Sowjetrepublik Қазақ КСР                |                | Republik Kasachstan Қазақстан Республикасы                           |
|       |        | Kirgisische Sozialistische Sowjetrepublik Кыргыз ССР               |                | Kirgisische Republik Кыргыз Республикасы Kırgız Respublikası         |
|       |        | Russische Sozialistische Föderative Sowjetrepublik Российская СФСР |                | Russische Föderation Российская Федерация                            |
|       |        | Tadschikische Sozialistische Sowjetrepublik РСС Тоҷикистон         |                | Republik Tadschikistan Ҷумҳурии Тоҷикистон Dschumhurii Todschikiston |
|       |        | Turkmenische Sozialistische Sowjetrepublik Түркменистан ССР        |                | Republik Turkmenistan Türkmenistan Jumhuriyäti                       |
|       |        | Ukrainische Sozialistische Sowjetrepublik Українська РСР           |                | Ukraine Україна                                                      |
|       |        | Usbekische Sozialistische Sowjetrepublik Ўзбекистон ССР            |                | Republik Usbekistan Oʻzbekiston Respublikasi                         |
|       |        | Weißrussische Sozialistische Sowjetrepublik Беларуская ССР         |                | Republik Belarus Рэспубліка Беларусь                                 |

## Nichtteilnehmerstaaten
| Karte | Flagge | Name der Unionsrepublik                                                      | Heutige Flagge | Heutiger Staat                              |
| ----- | ------ | ---------------------------------------------------------------------------- | -------------- | ------------------------------------------- |
|       |        | Armenische Sozialistische Sowjetrepublik Հայկական ՍՍՀ                        |                | Republik Armenien Հայաստանի Հանրապետություն |
|       |        | Estnische Sozialistische Sowjetrepublik Eesti NSV                            |                | Republik Estland Eesti Vabariik             |
|       |        | Georgische Sozialistische Sowjetrepublik საქართველოს სსრ                     |                | Georgien საქართველო                         |
|       |        | Lettische Sozialistische Sowjetrepublik Latvijas PSR                         |                | Republik Lettland Latvijas Republika        |
|       |        | Litauische Sozialistische Sowjetrepublik Lietuvos TSR                        |                | Republik Litauen Lietuvos Respublika        |
|       |        | Moldauische Sozialistische Sowjetrepublik РСС Молдовеняскэ RSS Moldovenească |                | Republik Moldau Republica Moldova           |